# Lepidecreella bidens
Lepidecreella bidens är en kräftdjursart som först beskrevs av Barnard 1930.  Lepidecreella bidens ingår i släktet Lepidecreella och familjen Lysianassidae. Inga underarter finns listade i Catalogue of Life.